# Zosterops gibbsi
El anteojitos de Vanikoro (Zosterops gibbsi) es una especie de ave paseriforme de la familia Zosteropidae endémica de las islas Santa Cruz.

## Distribución geográfica y hábitat
Se encuentra solo en Vanikoro, en el sudoeste de islas Salomón.
Sus hábitat natural es la ecorregión de las selvas tropicales de Vanuatu.